# Hans Kreher

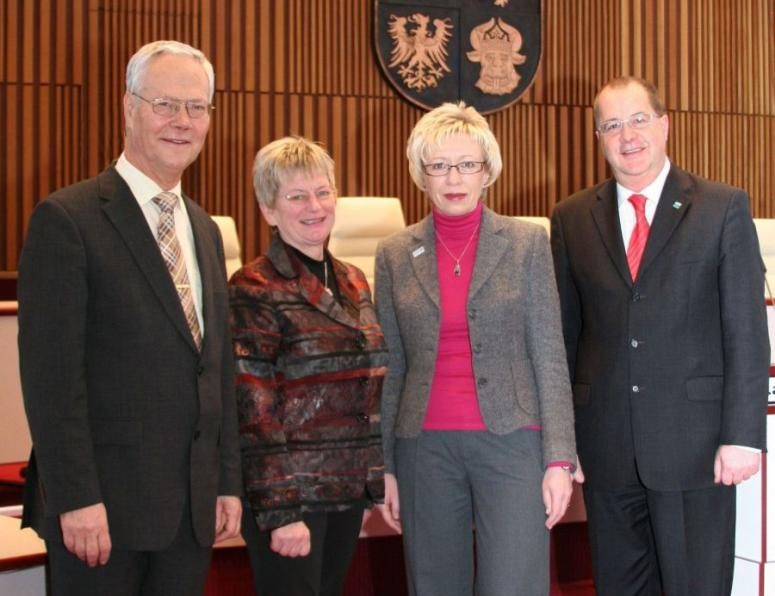
Hans Kreher (links) als Teil des Landtagspräsidiums 2010

Hans Kreher (* 24. März 1943 in Triptis, Thüringen) ist ein deutscher Politiker (FDP).Von 1999 bis 2007 war Landesvorsitzender der FDP Mecklenburg-Vorpommern und von 2006 bis 2011 war er Abgeordneter im Landtag von Mecklenburg-Vorpommern.

## Werdegang und Politik
Nach seinem Abitur 1961 arbeitete Kreher für ein Jahr als landwirtschaftlicher Praktikant. Ab 1962 studierte er Kunst und Deutsch auf Lehramt. Nach seinem Abschluss arbeitete er als Lehrer und Fachberater für Kunst an einer POS im Kreis Wismar, ab 1968 für zwei Jahre unterbrochen für den Wehrdienst und ab 1970 an der POS Bad Kleinen. Von 1991 bis Dezember 2005 arbeitete er am Gymnasium Dorf Mecklenburg. Seit Januar 2006 ist er nicht mehr in seinem Beruf tätig. Kreher ist evangelisch, verheiratet und hat zwei Töchter.
Kreher trat 1966 der Blockpartei LDPD bei, engagierte sich während der Wendezeit ab September 1989 im Neuen Forum und wurde Kommunalpolitiker, fortan für die FDP. 1990 bis 1994 war Kreher Gemeindevorsteher in Bad Kleinen und 1994 bis 1999 stellvertretender Kreistagspräsident im Landkreis Nordwestmecklenburg. Er war von 1999 bis 2007 Landesvorsitzender der FDP Mecklenburg-Vorpommern und Mitglied des Bundesvorstands. Nach der Kommunalwahl 2004 wurde Kreher, dessen FDP mit 29,1 Prozent der Stimmen stärkste Partei im Gemeinderat wurde, auch Bürgermeister der Gemeinde Bad Kleinen. Vom 16. Oktober 2006 an war er zusätzlich Mitglied des fünften Landtages von Mecklenburg-Vorpommern und dessen dritter Vizepräsident. Kreher war dort ordentliches Mitglied im Landtagsausschuss für Bildung, Wissenschaft und Kultur, Sprecher der FDP-Fraktion für dieses Fachgebiet und stellvertretendes Mitglied im Petitionsausschuss. Nach dem Scheitern der FDP an der 5-Prozent-Hürde bei der Wahl 2011 schied er aus dem Landtag aus. Bei den Kommunalwahlen 2014 büßte die FDP in Bad Kleinen den Großteil ihrer Stimmen ein, Kreher blieb aber als einer von zwei FDP-Abgeordneten im Gemeinderat; er selbst war nicht wieder als Bürgermeister angetreten und schied aus diesem Amt im Juli 2014 aus. Mit der Kommunalwahl 2019 wurde er in den Kreistag Nordwestmecklenburg gewählt und ist dort Mitglied der Fraktion FDP/PIRATEN.

## Belege
1. ↑  http://service.mvnet.de/statmv/daten_stam_berichte/e-bibointerth90/wahlen/b731__/b731g__/daten/b731g-2009-01.pdf#page=120
2. ↑   Struktur der Gemeindevertretung Bad Kleinen. (Memento vom 7. November 2014 im Internet Archive) PDF. In: Mein-Bad-Kleinen.de, 15. Juli 2014.
3. ↑  Joachim Wölm: „Das sind große Fußstapfen“. Der neue Bürgermeister von Bad Kleinen zollt seinem Amtsvorgänger Hans Kreher (71), der nicht mehr angetreten war, großen Respekt. (Memento des Originals vom 8. November 2014 im Internet Archive)  Info: Der Archivlink wurde automatisch eingesetzt und noch nicht geprüft. Bitte prüfe Original- und Archivlink gemäß Anleitung und entferne dann diesen Hinweis. In: Ostsee-Zeitung, 4. Juli 2014.
4. ↑  Kerstin Schröder: Diese Politiker sitzen jetzt im Kreistag Nordwestmecklenburg. In: Ostsee-Zeitung. 27. Mai 2019, abgerufen am 11. Oktober 2020.
5. ↑  Kreistagsmitglieder Fraktion FDP-PIRATEN Nordwestmecklenburg. Fraktion FDP-PIRATEN Nordwestmecklenburg, abgerufen am 11. Oktober 2020.

| Personendaten    | Personendaten                  |
| ---------------- | ------------------------------ |
| NAME             | Kreher, Hans                   |
| KURZBESCHREIBUNG | deutscher Politiker (FDP), MdL |
| GEBURTSDATUM     | 24. März 1943                  |
| GEBURTSORT       | Triptis, Thüringen             |